# Sonley Cherisier
 (avril 2024).
Sonley Cherisier, né 15 mars 1997 à Port-à-Piment, est entrepreneur, activiste et journaliste. Issu d’une famille Pentecôtiste,. Ex Chef de Cabinet du Sénateur Jean-Marie Junior Salomon, Consultant à LE TÉMOIN SA,,.

## Biographie
Sonley Cherisier a fait ses études primaires à l’école Aux Jours heureux dans la commune de Croix des Bouquets , puis à l’EFACAP de Port-à-Piment et les études sécondaires ont été achevées à l’institution la famille Saint Vincent de Paul à Tabarre , .
En 2016, il  a fait des études en journalisme dans une école de la capitale et devient attaché de presse du Palais législatif. Dans les contextes socio-politiques difficiles en Haïti, il commence des études en communication et dévient le responsable du cabinet de l’ancien sénateur Jean-Marie Junior Salomon. Depuis, il a fondé, en compagnie d’autres jeunes amis entrepreneurs la société anonyme dénommée Le Témoin S.A,  une société qu’il met au service de la population, œuvrant dans le secteur de la communication et la télécommunication en Haïti, où il continue d’enchaîner les travaux et consultations auprès de personnalités et institutions de partout. Étant qu'activiste politique, il croit que la citoyenneté peut influencer un changement social. Transforme l’individu en un citoyen utile et conséquent, qui prend part à toutes activités destinées à apporter quelque chose qui vise un certain changement durable dans la société.
En parallèle à son métier de journaliste, son organisme de la communication en l’occurence, LeTémoin S.A,  se lance dans la radiodiffusion aux côtés de ses associé.e.s .
Sonley Cherisier a  été consultant aux Palais National avant de devenir Directeur de Marketing et gestionnaire d’information d’un groupe de la capitale.

## Activiste politique
Sonley Cherisier  participe à des conférences-débats, causeries, symposiums et toutes sortes d’activités visant l’émancipation. Pour qui sortir de cette crise multidimensionnelle en Haiti nécessite des efforts considérables, et cela doit se faire par une éducation purement haïtienne et par la restauration de nos  propres valeurs.
Le 24 juin 2022, Sonley Cherisier a parrainé la promotion sortante du NS4 de l’institution la Famille Saint Vincent.
En tant qu'activiste politique, Sonley Cherisier constate l’échec du gouvernement Ariel Henry et demande sa démission pour un retour à la normale de cette crise multidimensionnelle qu'haiti n'a jamais connue durant ces deux ans après son investiture. Selon les journaux, Sonley Cherisir a fait des déclarations qu'Ariel Henry prouve son incapacité à diriger le pays vers une  stabilité politique, sociale et économique. Il a fait  mention  avec ce gouvernement  l’insécurité augmente dans le pays.
Pour Sonley Cherisier, soutenir le gouvernement Ariel Henry, c'est encourager et  prolonger l'instabilité en  Haïti, bien que sa mission initiale était de restaurer la sécurité et d’organiser des élections en Haiti . Deux ans de son administration il revendique déjà le pouvoir d'amender la constitution. Une situation qui a suscité  l’indignation chez certains secteurs en haiti et des notables , en particulier Sonley Cherisier, qui souligne dans une note de presse, cette démarche du gouvernement d'Ariel Henry  n'a pas de légitimité.
Sonley Cherisier fait un appel aux politiciens, aux doyens, aux professeurs d’universités, aux jeunes professionnels, au secteur privé haïtien et aux pays alliés pour former un gouvernement temporaire avec un agenda clairement  bien défini pour qu'il y ait un retour à la narmal en Haiti  , afin de  sauvegarder la souveraineté nationale du Pays.

## Référence
1. 1 2  « Sonley Cherisier : Portrait d’un jeune entrepreneur et leader à Port-à-Piment », sur LA QUESTION NEWS, 16 décembre 2023 (consulté le 10 janvier 2024)
2. ↑  « KAPZY NEWS: Heureux anniversaire à Sonley Cherisier - KAPZY NEWS », 15 mars 2023 (consulté le 11 janvier 2024)
3. ↑  « Sonley N. Cherisier, Museau, Rue Demesvar #11, Tabarre (2024) », sur www.findglocal.com (consulté le 11 janvier 2024)
4. ↑  « KAPZY NEWS: Heureux anniversaire à Sonley Cherisier - KAPZY NEWS », 15 mars 2023 (consulté le 28 janvier 2024)
5. ↑  « Haïti: Le sénateur Joseph Lambert est en pleine forme - KAPZY NEWS », 15 octobre 2018 (consulté le 28 janvier 2024)
6. ↑  « Archives des Sonley CHERISIER - HC Network », sur haitichannelnetwork.com (consulté le 17 janvier 2024)
7. ↑  « Archives des Sonley CHERISIER - HC Network », sur haitichannelnetwork.com (consulté le 11 janvier 2024)
8. ↑  (en-US) « Sonley Chérisier, le géniteur de « Le Témoin S.A, » un modèle de jeune avec un parcours inspirant », sur Impulse Web Medias, 20 décembre 2023 (consulté le 11 janvier 2024)
9. ↑  « Sonley N. Cherisier, Museau, Rue Demesvar #11, Tabarre (2024) », sur www.findglocal.com (consulté le 17 janvier 2024)
10. ↑  « Sonley Cherisier : Portrait d’un jeune entrepreneur et leader à Port-à-Piment », sur LA QUESTION NEWS, 16 décembre 2023 (consulté le 17 janvier 2024)
11. ↑  « Haïti : Sonlay Chérisier a remis des bourses d'études aux élèves de l'institution la Famille Saint Vincent - KAPZY NEWS », 30 juin 2022 (consulté le 28 janvier 2024)
12. ↑  « Sonley Cherisier exige le départ du gouvernement d'Ariel - HC Network », sur haitichannelnetwork.com, 15 janvier 2024 (consulté le 17 janvier 2024)
13. ↑  (en) « Lettre ouverte de Sonley Cherisier à Pascal Adrien et Jorchemy Jean-Baptiste », sur hci-ht.com (consulté le 11 janvier 2024)
14. ↑  Satellite 509, « Sonley Cherisier réclame le départ d’Ariel Henry - SATELLITE509 », 16 janvier 2024 (consulté le 17 janvier 2024)